# ОШ „Јоца Милосављевић” Багрдан
Основна школа „Јоца Милосављевић“ у Багрдану је основана 1834. године и једна је од најстаријих у општини Јагодина и Поморављу. Добила је име по народном хероју Јовану Јоци Милосављевићу.
Школу данас чине: 
- матична осморазредна школа у Багрдану

и издвојена одељења у:
- Милошеву,
- Стрижилу,
- Ловцима,
- Доњем Рачнику и
- Горњем Рачнику.

## Историја

### Настанак и развој школе у Багрдану (Копривници) током XIX века
Према записима Миливоја Петровића, школа у Багрдану је отворена 1834. године. Из навода Добривоја Јовановића, може се претпоставити да је први учитељ у Багрдану био Павле (или Паво) Крецојевић. Према подацима које наводи, 1836. године, у Јагодини, са старијом класом радио је Павле Крецојевић који је то звање добио 4. новембра 1835. године, а „пре доласка у Јагодину пола године је био учитељ у Багрдану“. Био је родом из Ирига (тадашња Аустро-угарска). Завршио је Гимназију на латинском и једну годину Богословије у Сремским Карловцима и био је добре способности.
Према доступним писаним документима, у Багрдану је 1836. године постојала школа. У првом званичном извештају о школама у Кнежевини Србији након добијања аутономије у оквиру Турског царства који је сачинио Петар Радовановић, директор свих школа, наводи се „У Окружију Крагуевачком има шест школа: две правителственне у Крагујевцу; и обшествене у Баточини, Рачи, Багрдану и Врбави“. Извештај је поднет 21. маја 1836. године, након посета школама извршених у периоду од 19. априла до 14. маја исте  године. У извештају је наведено да је те 1836. године учитељ у Багрдану Срећко Миливојевић, родом из Ботуња, стар 21 годину, ожењен, годину дана у учитељском звању, добре способности и владања за сеоску школу. У школи је било 14 ученика, плата учитеља је била „од детета по цванциг на месец“, а школска зграда је била „селска кућа прилична“. У школи су се у том периоду изучавали: Молитве, Буквар, Читање часловца и псалтира, Численица и Упражненије у писању.
Школа је вероватно, након преласка учитеља Срећка Миливојевића у Баточину 1839. године, накратко престала са радом да би њен рад био обновљен током школске 1841/1842. године. Велики проблем у раду школе у том периоду био је мали број ђака, а самим тим и мала примања учитеља, као и непостојање школске зграде јер је школа били у кући коју је учитељ користио под кирију.
Како се школа налазила у делу Багрдана званом Копривница, у многим документима до 1899. стоји уписана Копривница, као место школе у Јагодинском округу. Године 1899. је основана и школа у Милошеву, а исте године отворено је отворено и ново одељење школе у Багрдану.

#### Списак учитеља школе у Багрдану (Копривници) у XIX веку
Према доступним подацима, учитељи у Багрдану током деветнаестог века су били:
1. Павле Крецојевић (1834. године, родом из Ирига)
2. Срећко Миливојевић (1836 - 1839.године, родом из Ботуња)
3. Исак Поповић (1841. године - )
4. Јован Поповић (1848/49 - , из Ланишта)
5. Атанасије Ћирић (1850. године, из Дубочице, Аустрија)
6. Илија Миљковић (март 1852 - август 1855. године, из Домус Потока)
7. Милојко (Миленко) Поповић (од 13. септембра 1855. године)
8. Милосав Поповић (од 14. октобра 1855. године, из Гложана)
9. Димитрије Брајковић (од 17. новембра 1857. године)
10. Станко Петровић (1858. године)
11. Станко Радосављевић (од 27. јула 1859. године, родом из Копривнице)
12. Ђорђе Бугарски (1872)
13. Михаијло Јовановић (1875)
14. Коста Јовановић (1879)
15. Петар Миловановић (1880)

### Развој школе у Домус Потоку (Милошеву) током XIX века

#### Списак учитеља школе у Домус Потоку (Милошеву) XIX веку
Према доступним подацима, учитељи у Милошеву (односно Домус Потоку) су били:
1. Сретен Јевтић (школска 1882/83. година)
2. Љубомир Миливојевић (1883/84. година)
3. Новак Ристовић - свештеник (1888. године)
4. Стеван Радовановић (1888/89.)
5. Михаило Ђурић (1889/90. године, I разред)
6. Младен Обреновић (1889/90. године, II, III и IV разред)

### Развој школе током XX века
Након Другог светског рата, школске 1944/45. године, основне школе су наставиле да раде под називом: народне школе. Поред школе у Багрдану, на овом подручју су и биле и школе у Ловцима и Стрижилу. Почетком школске 1946/47. народна школа у Багрдану је прерасла у непотпуну гимназију, а 23. октобра 1947. године у Багрдану је основана Стручна школа за ученике у занатству и индустрији, која је радила до 1953. године. Одлуком Министарства просвете НР Србије, школске 1950/51. године непотпуна гимназија је прерасла у осмолетку.
Своје садашње име основна школа ,,Јован Јоца Милосављевић“ је добила 25. маја 1959. године. Школи у Багрдану су 1960. године припојене самосталне четворогодишње школе у Ловцима, Доњем Рачнику и Горњем Рачнику. Године 1963. придодата је самостална петоразредна школа у Стрижилу, а 1965. и осморазредна школа у Милошеву, чиме је школа у Багрдану добила своју садашњу структуру.

### Развој школе током XXI века
Дан школе се обележава 21. маја, од школске 2011/12.

## Школа данас - структура

### Матична школа у Багрдану

#### Стара школа
Стара школска зграда, односно "стара школа" или "мала школа", како је мештани, ученици и наставници називају, налази се у центру Багрдана, на левој обали реке Осаонице, са леве стране пута који води ка Ловцима.
Саграђена је почетком двадесетог века, тачније 1903. године.
У овој згради наставу похађају ученици од првог до четвртог разреда. У њој се налази и фискултурна сала коју користе сви ученици школе, као и предшколска група ПУ "Пионир" Јагодина.
У школском дворишту, лево од улаза у школску зграду налази се стабло дуда посађено у првој половини двадесетог века.

### Издвојена одељења

#### Издвојено одељење Милошево
Школа у Милошеву је осморазредна. У школској 2015/2016. години школа има 50 ученика.
Школа ради у две смене. Преподневна је резервисана за предметну наставу, док ученици од првог до четвртог разреда иду по подне.

#### Издвојено одељење Стрижило
Школа у Стрижилу је четвороразредна. 
У школској 2015/16. год. школа има 16 ученика. Настава се одвија у преподневној смени.

#### Издвојено одељење Ловци
Школа у Ловцима је четвороразредна. 
Школа има 29 ученика у школској 2015/16. год. Ученици похађају преподневну смену.

#### Издвојено одељење Доњи Рачник
Школа у Доњем Рачнику је четвороразредна. У школској 2015/16. год. школа има 19 ученика. Ученици похађају преподневну смену.

#### Издвојено одељење Горњи Рачник
Школа у Горњем Рачнику је неподељена школа. У школској 2015/16. год. школа има 2 ученика у само једном разреду. Ученици похађају преподневну смену.